# پال برن
پال برن (آلمانی: Paul Bern؛ ۳ دسامبر ۱۸۸۹ – ۵ سپتامبر ۱۹۳۲) یک کارگردان، فیلم‌نامه‌نویس، و تهیه‌کننده اهل ایالات متحده آمریکا بود.

## بخشی از فیلمشناسی

### تهیه‌کننده
- آنا کریستی (۱۹۳۰)

### فیلم‌نامه‌نویس
- مسیحی (۱۹۲۳)
- مردان (۱۹۲۴)
- کبوتر (۱۹۲۷)
- گرند هتل (۱۹۳۲)